# Тук-тук и его приятель Жук
«Тук-тук и его приятель Жук» (другое название — «Тук-тук») — советский сатирический мультипликационный фильм. Один из двух первых (второй — «Мурзилка в Африке») рисованных мультипликационных фильмов, созданных отделом художественной мультипликации (организован в 1934 году) студии Украинфильм,приводится как пример ранней украинской анимации.

## История
Работа над фильмом была начата в 1928 году на Киевской киностудии одним из основателей украинской анимации Вячеславом Левандовским. «Тук-тук и его приятель Жук» должен был стать его первым звуковым мультфильмом (премьера первого звукового мультипликационного фильма «Пароходик Вилли», снятого Уолтом Диснеем, состоялась в 1928 году). Фильм снимался в технике плоской марионетки под фонограмму, ритм которой определял ритм действия. Закончить мультфильм режиссёру, работавшему практически в одиночестве, не удалось из-за технических трудностей выполнения поставленных задач и ограниченных возможностей плоской марионетки. Фильм был переснят учениками В. Левандовского только в 30-е годы.
Один из старейших сохранившихся украинских мультипликационных фильмов. Включён в проект реставрации Национальным центром Александра Довженко.

## Сюжет
Приключения мальчика по прозвищу Тук-тук и его собаки Жука.
Аллегория на тему борьбы с японскими милитаристами.

## Создатели
| режиссёры                 | Д. Бабаев Евгений Горбач                |
| сценарист                 | Олесь Донченко                          |
| художники-постановщики    | Евгений Горбач, Д. Бабаев               |
| художники-мультипликаторы | Сергей Конончук, И. Клебанов, С. Крюков |
| композитор                | А. Зноско-Боровский                     |
| звукооператор             | Н. Комарова-Притульская                 |